# شاين لي
شاين لي (8 أغسطس 1973 في أستراليا - ) (بالإنجليزية: Shane Lee)‏ هو لاعب كريكت أسترالي. شارك مع منتخب أستراليا الوطني للكريكت. أما مع النوادي، فقد لعب مع نادي مقاطعة ورسسترشاير للكريكيت ‏ وفريق جنوب ويلز الجديد للكريكت ‏ ونادي مقاطعة سومرست للكريكت ‏.

## وصلات خارجية
- شاين لي على موقع إي آس بي آن كريك إنفو (الإنجليزية)